# Bronsvleugeleend
De bronsvleugeleend (Speculanas specularis) is een vogel uit de familie Anatidae. De wetenschappelijke naam van de soort is voor het eerst geldig gepubliceerd in 1828 door King.

## Voorkomen
De soort komt  voor in zuidelijk Chili en zuidelijk Argentinië.

## Status
De grootte van de populatie is in 2002 geschat op 1500-7000 volwassen vogels. Op de Rode lijst van de IUCN heeft deze soort de status gevoelig.